# Adam Lisewski
Adam Michał Lisewski (* 20. Februar 1944 in Warschau; † 23. Februar 2023 ebenda) war ein polnischer Florettfechter.

## Erfolge
Adam Lisewski wurde mit der Mannschaft 1965 in Paris und 1971 in Wien Vizeweltmeister. Hinzu kamen zwei Bronzemedaillen 1966 in Moskau und 1967 in Montreal. Bei den  Olympischen Spielen 1968 scheiterte er mit der Mannschaft in Mexiko-Stadt im Halbfinale, konnte sich anschließend aber gemeinsam mit Egon Franke, Zbigniew Skrudlik, Ryszard Parulski und Witold Woyda gegen Rumänien die Bronzemedaille sichern. Die Einzelkonkurrenz schloss er auf dem 17. Rang ab. Er qualifizierte sich für die K.-o.-Runde, in deren zweitem Durchgang er ausschied. Auch in der darauffolgenden  Hoffnungsrunde unterlag er in Runde zwei. Auf nationaler Ebene wurde er 1967 und 1971 polnischer Meister mit dem Säbel sowie 1956 mit der Säbel-Mannschaft.
Ab 1976 bekleidete er verschiedene Funktionen beim polnischen Fechtverband; ab 1980 war er als Kampfrichter beim Weltverband und als Vorstandsmitglied beim Polski Komitet Olimpijski tätig. Für seine sportlichen Leistungen erhielt er 1997 das Ritterkreuz des Ordens Polonia Restituta.
Lisewski starb, drei Tage nach seinem 79. Geburtstag, im Februar 2023 in Warschau.